# 데라시마 무네노리

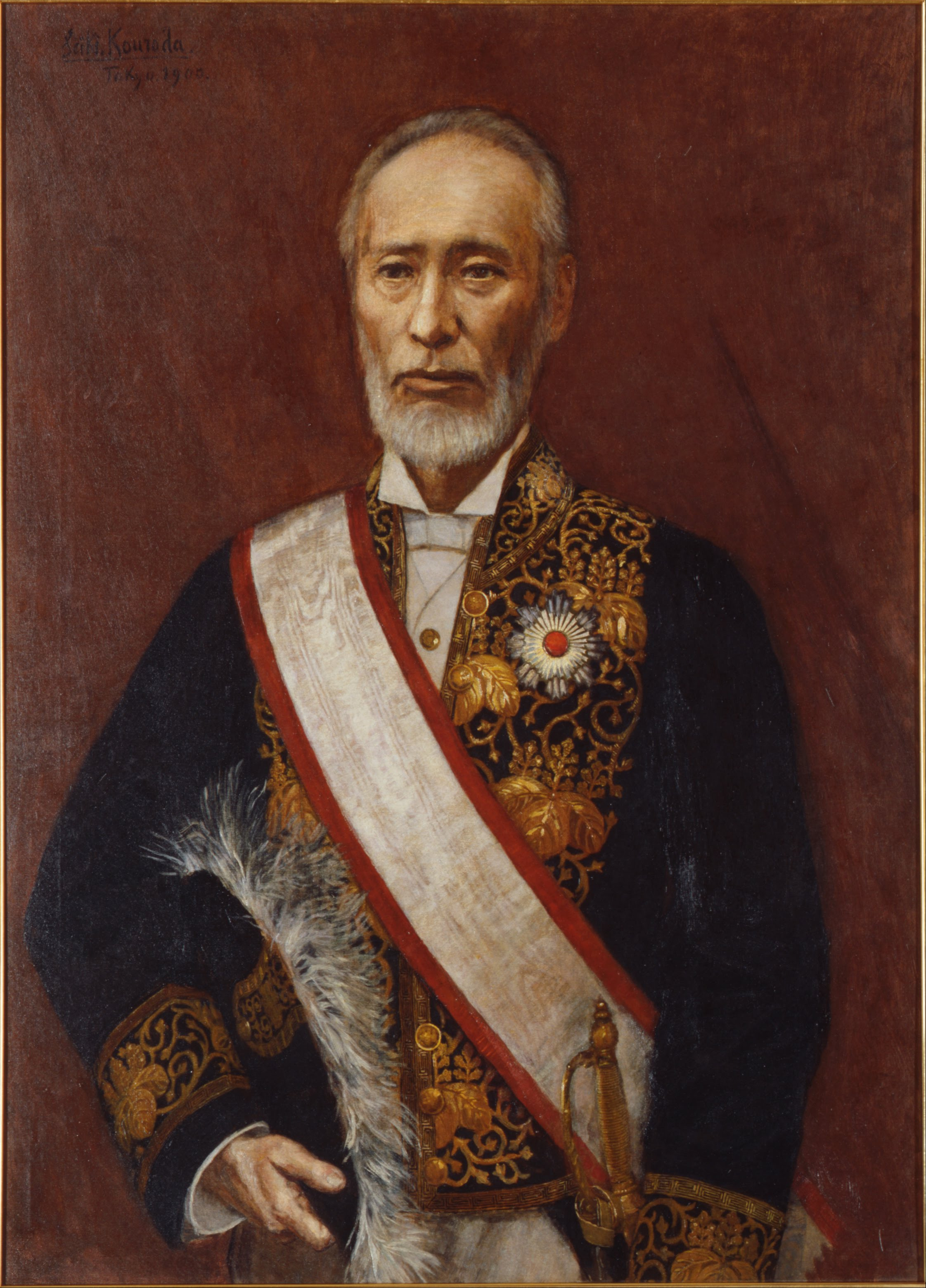
데라시마 무네노리 초상화 (구로다 세이키 그림, 도쿄 국립박물관 소장)

데라시마 무네노리(일본어: 寺島宗則, 1832년 ~ 1893년)는 일본의 정치인이다. 작위는 백작이다. 본명은 마쓰키 고안(松木弘安). 일본에서는 전기통신의 아버지(電気通信の父)로 불린다. 제4대 외무경을 지냈다.
사쓰마국 이즈미군(지금의 아쿠네시)의 향사 나가노 나리무네(長野成宗)의 차남 도쿠타로(徳太郎, 후의 도타로(藤太郎))으로 태어났다. 5살에 백부 난의(蘭方医) 마쓰키 무네호(松木宗保)의 양자로 입적되어 나가사키에서 난학을 배웠다.
|  | 제1대 데라시마 (무네노리) 백작가 당주 1884년 ~ 1893년 | 후임 데라시마 세이이치로 |